# Angus (Teksas)
Angus je grad u američkoj saveznoj državi Teksas. Prema popisu stanovništva iz 2010. u njemu je živjelo 414 stanovnika.